# Jan Luyken
Pour les articles homonymes, voir Luyken.
Jan Luyken, ou Johannes Luiken (16 avril 1649, Amsterdam - 5 avril 1712, Amsterdam), est un poète, illustrateur, peintre d'histoire et graveur néerlandais (à l’époque Provinces-Unies).

## Biographie
Son père Caspar Luyken l'Ancien, immigrant allemand, est un enseignant dans une école mennonite. Le fils est un jeune homme fougueux et un élève de Martin Saeghmolen, et il s'intéressait aux belles femmes. À l’âge de 26 ans, Jan Luyken a une expérience religieuse forte qui lui inspire l’écriture de poésie moraliste.
Marié à Maria de Oudens de La Haye en 1672, il est le père de Caspar Luyken (1672-1708) qu'il forme à la gravure. Ils ont pour sujets des scènes religieuses et des événements historiques et produisent des estampes de dévotions. Il reste actif à Amsterdam entre 1669 et 1712 avec une courte période à Haarlem entre 1699 et 1705. Ses nombreux travaux ont été principalement l'illustration de livres. Luyken a travaillé pour de nombreuses maisons d'édition à l'extérieur d'Amsterdam. Aujourd'hui, plus de 3 000 gravures lui sont attribuées, certaines se trouvant dans les musées néerlandais. 
Il est surtout connu pour l'illustration de l’édition de 1685 du Miroir des martyrs avec 104 eaux-fortes sur cuivre. Trente de ces plaques existent toujours et ont été présentées dans l’exposition The Mirror of the Martyrs,.
Il a aussi publié avec son fils Caspar l'ouvrage Het Menselyk Bedryf (en) (Le livre des métiers) en 1694, qui contient de nombreuses gravures des métiers et du commerce au XVIIe siècle, et est l'auteur d'un nombre considérable d'estampes, notamment de séries dédiées aux « persécutions religieuses », aux « plaies d'Égypte », au « jugement dernier ». Le père et le fils Luyken ont aussi illustré de cent emblèmes l'ouvrage de Christoph Weigel Ethica naturalis (Nuremberg 1695).
Jan Luyken était également un littéraire très actif. Son premier ouvrage intitulé Duitse Lier a été publié en 1671. Il contient la poésie amoureuse par laquelle il chante sa maîtresse Maria de Oudens. Un peu plus tard, il rejoint la communauté mennonite de Beverwijk. De plus en plus intéressé par la mystique chrétienne, il rejoint la communauté de Gichtelianer (de), un groupe d'hommes et de femmes expulsés de Ratisbonne en raison de leur critique sur l'église en 1665 et qui avaient trouvé refuge à Amsterdam.
En 1678, Luyken a publié une série d'écrits mystiques influencés par le panthéisme, la plupart du temps en vers. Beaucoup de ses poèmes ont été inclus dans le recueil de cantiques des mennonites néerlandais, les Doopsgezinde Bundel. Toutes ces œuvres possèdent leurs propres illustrations figuratives de l'auteur.
Jan Luyken et Maria de Oudens ont ensemble cinq enfants, mais quatre d'entre eux sont morts tôt. Seul le premier-né, leur fils Caspar, a survécu. Il a travaillé de façon sporadique avec son père et 36 œuvres communes sont connues.

## Œuvres

### Œuvre picturale
- Théâtre des martyrs depuis la mort de J. Christ jusqu’à présent, ouvrage avec 116 planches gravées sur cuivre par Jan Luyken, 1700, Musée d'Histoire de la Justice, des Crimes et des Peines[5]
- L'Entrée du Christ à Jérusalem, dessin plume et lavis sur pierre noire[6]
- Scène de rue nocturne, Craie, plume, encre et lavis[7]
- Révocation de l'édit de Nantes par Louis XIV,  estampe, 1685,  Bibliothèque nationale de France[8]
- Emblème : inondation, illustration, Nuremberg, 1695 - 1705[9]
- Christ guérit les malades à la piscine à Bethesda, gravure, Lacma[10]
- Mort de Turenne à Salzbach le 27 juillet 1675, estampe, Musée du château de Versailles[11]
- L'aumône royale, encre, attribué à Jan Luyken, Palais des Beaux-Arts de Lille[12]
- Famille rose, figurine d'une femme néerlandaise en porcelaine de Chine, British Museum[13]

Sélection d'œuvres picturales
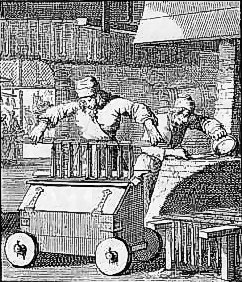
Le métier de fabricant de bougie, 1694.
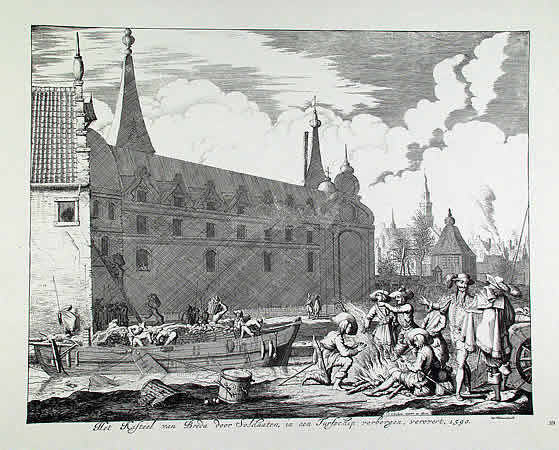
gravure du Siège de Breda de 1590 par les espagnols, 1681.
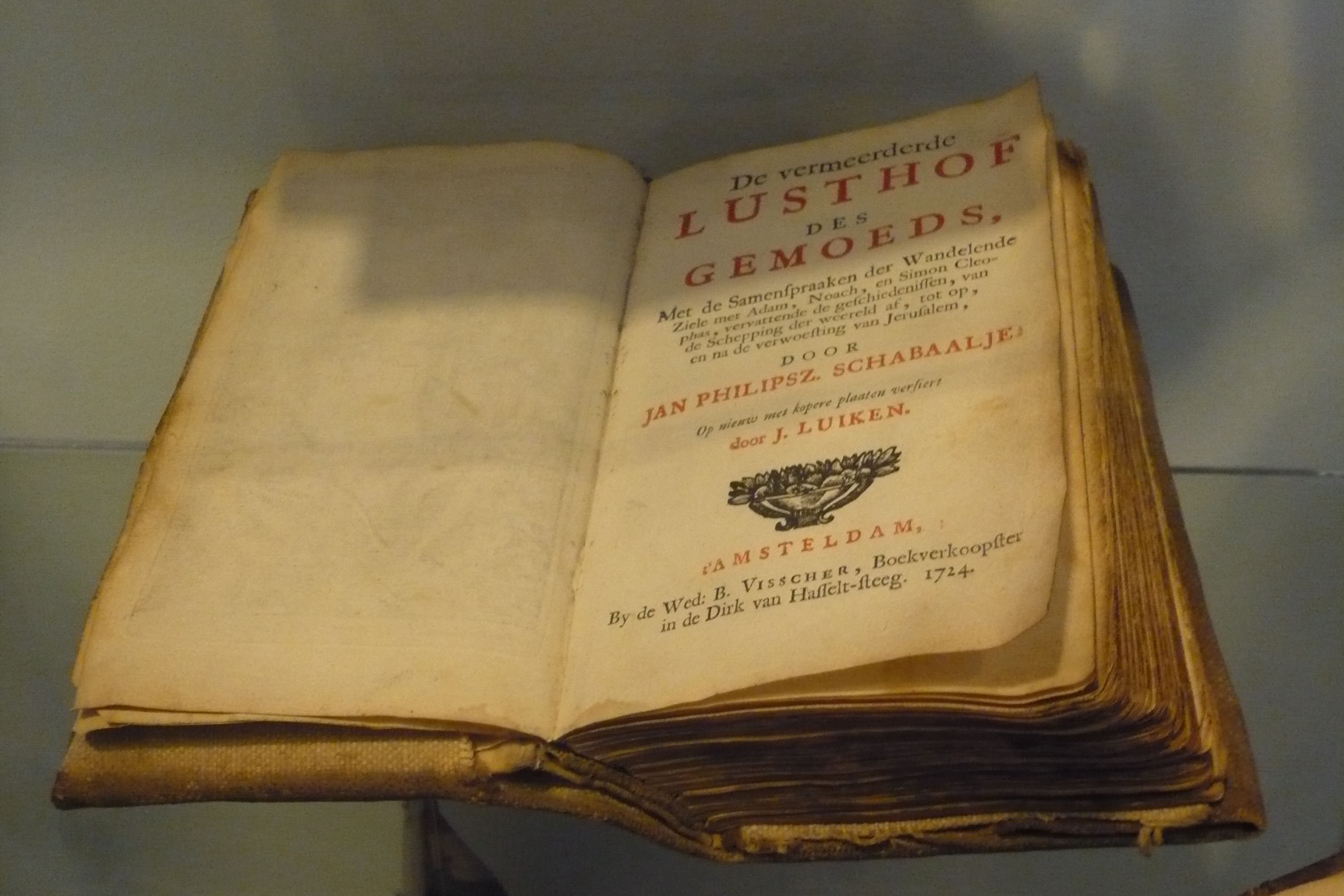
Bible des marins (Lusthof des Gemoeds de Jan Philipsz Schabaalje), 1714.
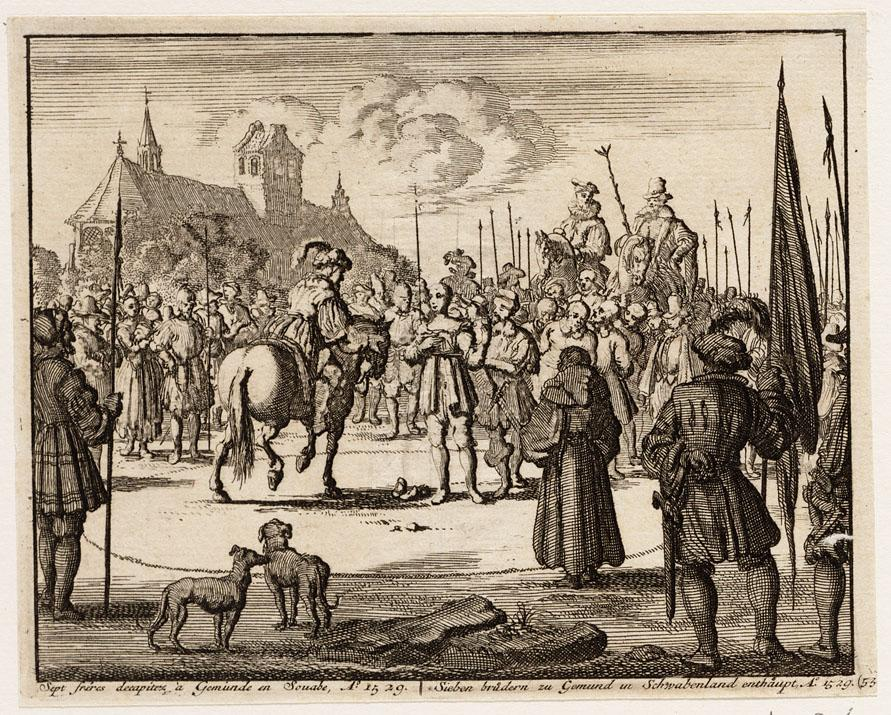
Décapitation de 7 frères (Martyrs Mirror, 1685).
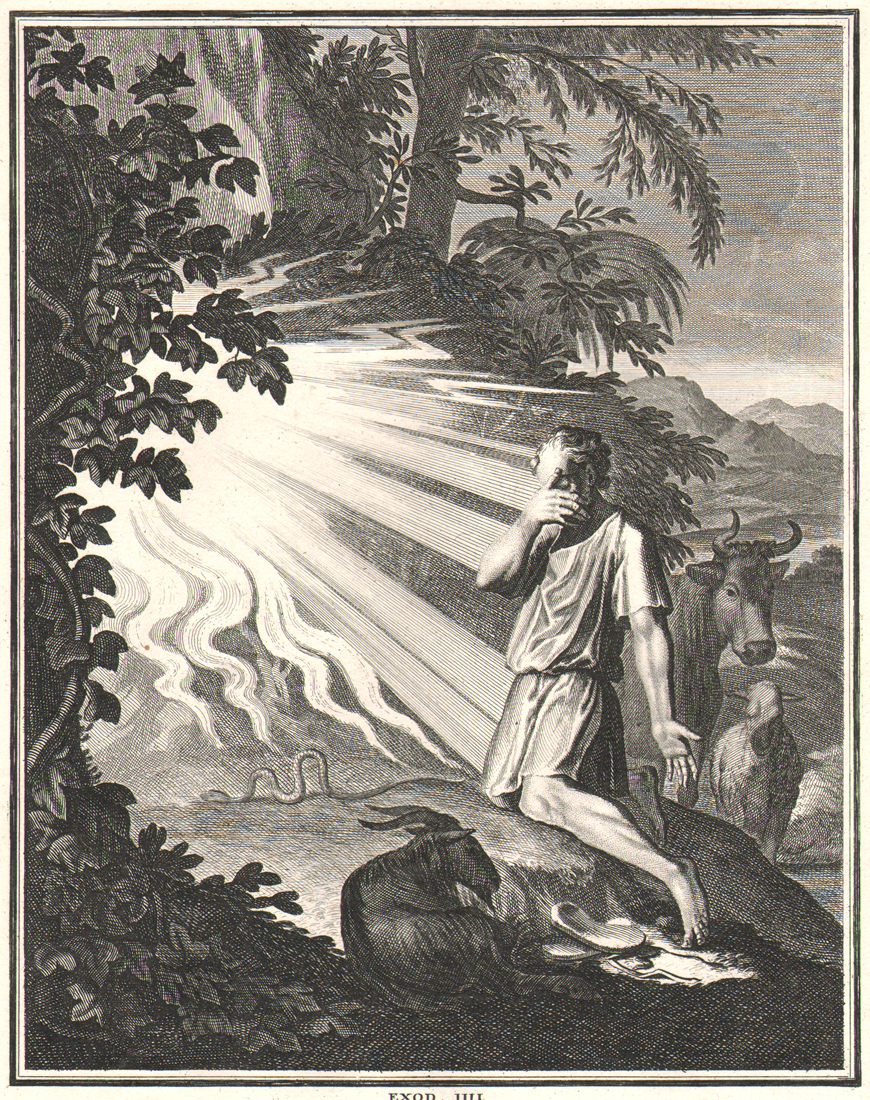
Moïse devant le buisson ardent, eau-forte, 1697.
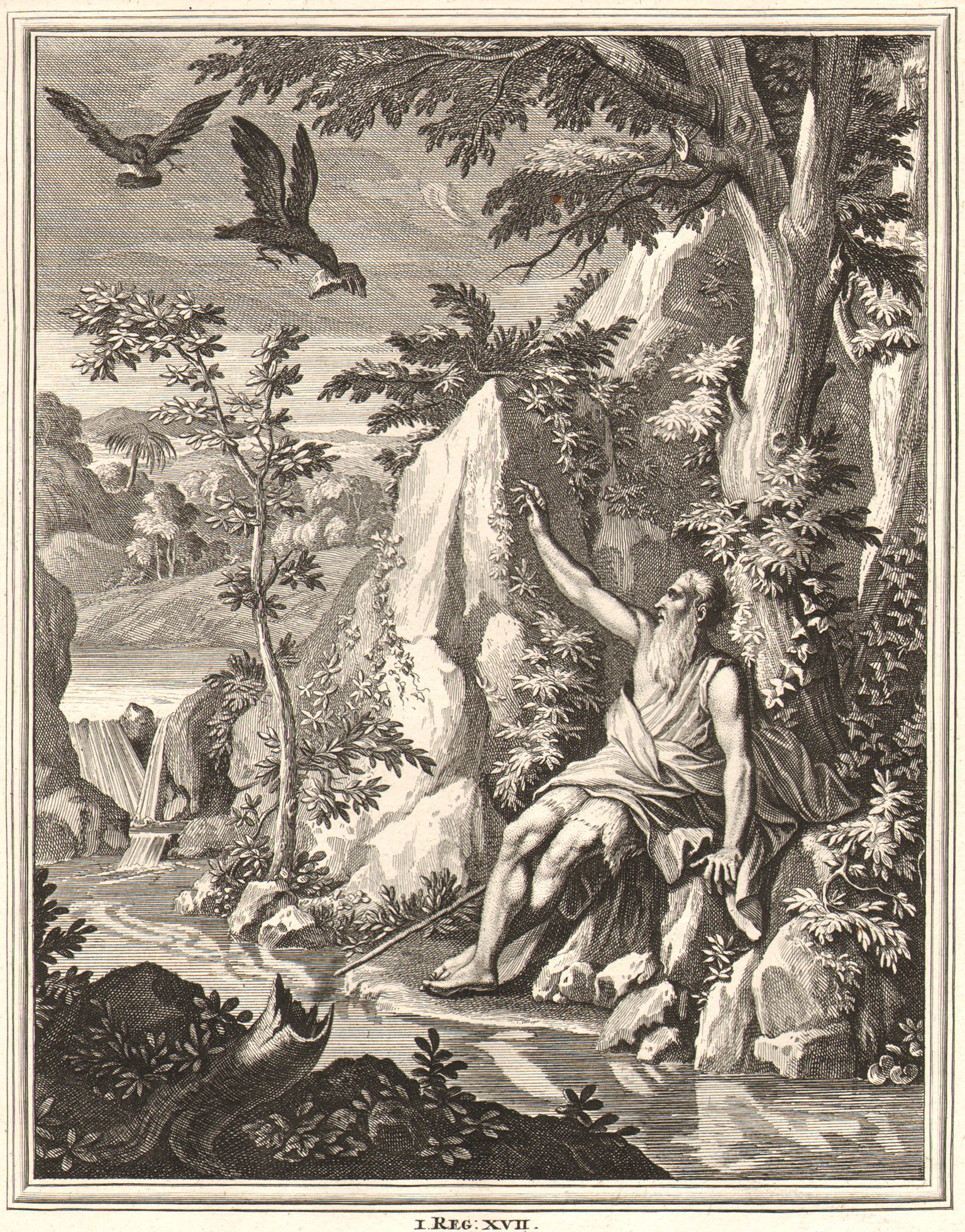
Elie alimenté par les corbeaux, 1697.

### Œuvre littéraire
- Duytse lier, collection de poésies, 1671[4]
- Jezus en de Ziel, livre d'emblèmes, Amsterdam,1678[14]
- Voncken der liefde Jesu, 50 gravures avec citations biblique et poèmes moraux, Amsterdam,1687[15]
- Goddelyke liefdevlammen, 1691
- Spiegel van het menselyk bedryf, collection de gravures représentant des arts et métiers, avec Caspar Luyken, 1694
- Lof en oordeel van de werken der barmhartigheid, 1695
- Treur-Toonneel Der Doorluchtige Mannen de Lambert van den Bosch, 3 tomes, Amsterdam, Jan ten Hoorn, 1698, comporte 24 eaux-fortes illustrant la mort tragique de différentes personnalités.
- Beschouwing der Wereld, 1708[16], Amsterdam, Kornelis Vander[17]
- De zedelyke en stichtelyke gezangen, 1709[18], Amsterdam, Kornelis Vander[19]
- De Onwaardige Wereld, 1710[20], Amsterdam, Kornelis Vander[21]
- De Bykorf des Gemoeds, 1711[22], recueil de poèmes moraux, Amsterdam, P. Arntz et K. Vander[23]
- Het leerzaam huisraad , 1711[24], Amsterdam, Kornelis Vander[25]

à titre posthume :
- Des menschen begin, midden en einde, 1712
- Schriftuurlyke geschiedenissen, 1712
- Geestelyke brieven, 1714
- Verzaameling van eenige geestelyke brieven, 1741
- Het overvloeyend herte, 1767

## Postérité